# Ossido di gadolinio
L'ossido di gadolinio, formula chimica Gd2O3, è l'ossido del gadolinio.
L'ossido di gadolinio ha 2 strutture comuni: monoclina (mS30, n. 12) e cubica (cI80, n. 206). La struttura cubica è simile a quella dell'ossido di manganese (III). 